# Robert Svensson
Robert Svensson (Trollhättan, 28 december 1983) is een Zweeds voormalig professioneel tafeltennisser.

## Belangrijkste resultaten
- Zilver met het team op het Europees kampioenschap 2011.
- Brons in het mannen dubbelspel op het Europees kampioenschap 2008 met Jon Persson.